# Ukrán Népköztársaság
Az Ukrán Népköztársaság (ukránul: Українська Народна Республіка, Ukrajinszka Narodna Reszpublika) rövid életű kelet-európai államalakulat volt. Kikiáltása előtt, 1917 márciusában, reagálva az Oroszországban kitört februári forradalomra, hozták létre az Ukrán Központi Tanácsot, mely júniusban deklarálta autonómiáját, és amelyet az orosz ideiglenes kormány is elismert. Az októberi forradalmat követően a Tanács elutasította a bolsevik hatalomátvételt, és kikiáltotta az Ukrán Népköztársaságot, melynek területe körülbelül nyolc orosz kormányzóságot fedett le (Kijev, Lodoméria, Harkov, Herszon, Jekatyerinoszlav, Poltava, Csernyigov, Podólia). Hivatalosan 1918. január 22-én kiáltották ki a függetlenségét.
Rövid létezése alatt számos átalakuláson ment keresztül. Eleinte a Központi Tanács és annak főtitkára által vezetett szocialista állam volt, majd az élére egy Direktórium és Szimon Vasziljovics Petljura került. 1918 áprilisa és decembere között egy németbarát kormányzat, Pavlo Szkoropadszkij vezetésével átvette a hatalmat, létrehozta az Ukrán Államot, melynek hetmanjául őt választotta meg a parasztokból álló népgyűlés. Az Ukrán Állam megdöntése után 1919 januárjában helyreállt az Ukrán Népköztársaság, mely egyesült az Osztrák-Magyar Monarchiából frissiben kivált Nyugat-Ukrán Népköztársasággal. A lengyel-ukrán háború befejeződését követően szövetségi szerződést írt alá a második lengyel köztársasággal. 1920. november 10-én utolsó területeit is elfoglalták a bolsevikok, a rigai békében pedig Lengyelország, Szovjet-Oroszország (Szovjet-Belarusz nevében is), valamint Szovjet-Ukrajna vetettek véget a létezésének.
Az októberi szocialista forradalmat követően számos kormány alakult a területén, a legjelentősebb közöttük az Ukrán Tanácsköztársaság volt, amely Harkovban építette ki bázisát. Az ő erőik, a Népköztársaság hadserege, a fehérek, a lengyelek, a zöldek és az anarchisták folyamatosan háborúztak egymás ellen, aminek rengeteg áldozat lett a vége. Miután a bolsevikok átvették a hatalmat, megalakult az Ukrán Szovjet Szocialista Köztársaság, amely a Szovjetunió alapítója lett.

## Története
1917. június 10-én az Ukrán Központi Tanács deklarálta autonómiáját az Orosz Köztársaságon belül az első Összukrán Katonai Kongresszuson. A fő döntéshozó szerv a Tanács lett, élén a főtitkárral, Volodimir Vinnyicsenko személyében. Az orosz miniszterelnök, Alekszandr Kerenszkij elismerte ezt akként, hogy a főtitkárt mint az orosz államhatalom képviselőjét tekintette, hatalmát pedig öt kormányzóságra (Volin, Kijev, Podólia, Csernyigov, Poltava) korlátozta. Először Vinnyicsenko tiltakozott és lemondott főtitkári pozíciójáról, ám visszatért, amikor a Központi Tanács második kongresszusát tartotta és elfogadta a feltételeket.
Az októberi szocialista forradalmat követően a bolsevik párt kijevi szervezete felkelést szított 1917. november 8-án, annak érdekében, hogy átvehessék a hatalmat. A puccs megegyezéssel zárult, de november 22-én a Központi Tanács, amely nem akart egészen elszakadni Oroszországtól, csak annyit mondott ki, hogy szélesebb körű autonómiát kér. A területe ekkor újabb kormányzóságokkal bővült (Harkov, Jekatyerinoszlav, Herszon, és a Krím nélküli Taurida). Voronyezs, Chełm és Kurszk kormányzóságai pedig népszavazással szerettek volna dönteni a hovatartozásról. Azt is kimondták, hogy miután a forradalom során megpuccsolták a törvényes kormányt, ezért önmagukat tekintik a legfőbb kormányzó szervnek addig, amíg helyre nem áll az orosz köztársaság. A Központi Tanács a bolsevik forradalmat egyenesen polgárháborúnak nevezte és remélte, hogy hamarosan békésen oldódik meg a helyzet,
Miután a bolsevikok látták, hogy az ukránok nem támogatják a forradalmat, 1917 decemberében megszervezték az Összukrán Szovjetek Tanácsát, hogy az vegye át a hatalmat. Mikor ez is sikertelenül zárult, visszavonultak Harkivba. Itt kikiáltották az Ukrán Tanácsköztársaságot, kijelentették, hogy a Központi Tanács illegitim, és ők az egyetlen törvényes kormány. A Vörös Hadsereg is a területre lépett, hogy támogassa őket. Ennek eredményeképpen számos mini-államalakulat jött létre, amely szovjet befolyás alatt állt: az Odesszai Tanácsköztársaság és a Donyeck-Krivoj Rogi Tanácsköztársaság. Utóbbit Lenin kifejezett utasítására hozták létre Harkiv központtal, melyet Fjodor Szergejev vezetett. Előbbi azonban nem nyert el elismerést sehol sem, létezésének egyetlen célja a Romániával való harcbaszállás a Moldáv Demokratikus Köztársaság hovatartozása miatt.
1918. január 22-ére újabb kongresszust hívott össze az Ukrán Központi Tanács, amely a bolsevik agresszióra válaszul kinyilvánította az Ukrán Népköztársaság függetlenségét. Alig egy hónappal később, február 9-én a Vörös Hadsereg elfoglalta Kijevet. Emiatt kénytelenek voltak nemzetközi segítséget kérni, és aláírták a breszt-litovszki békét annak érdekében, hogy az osztrák-magyar illetve német hadseregtől kérjenek segítséget. A németek segítségével sikerült is kiűzni a Vörös Hadsereget az országból. 1918. február 20-án az állam föderációra lépett a Kubáni Népköztársasággal.
A breszt-litovszki békének az volt az ára, hogy az Ukrán Népköztársaság lényegében a Német Császárság protektorátusa lett, ami azonban még így is vonzóbb lehetőség volt, mint a szovjet megszállás. A németek, akik ekkor már kétségbeesetten próbálták elkerülni a háború elvesztését, éléskamrának akarták használni Ukrajnát, amit von Eichhorn marsall irányítása mellett meg is próbáltak kifosztani. Amikor aztán a németek érvényre akarták juttatni a békefeltételeket, az ukránok ellenálltak. Április 28-án ezért feloszlatták  a törvényhozást és tagjait letartóztatták, ahogy terrorvádakkal a miniszterelnököt, Vszevolod Holubovicsot is.
A puccsot követően Pavlo Szkoropadszkij vezetésével a Hetmanátus vette át a hatalmat, az országot pedig Ukrán Államra nevezték át. Szkoropadszkij valamikor az orosz hadsereg tisztje volt, és nyíltan kedvezett a földbirtokosoknak, emellett megerősítette a központi hatalmat. Ugyan a kormány belföldi támogatottsága csekély volt, legalább képes volt kiépíteni egy működő közigazgatást, nemzetközileg is elismerték, és békét kötött Szovjet-Oroszországgal is. Ukrán nyelvű könyveket nyomtattak, ukrán iskolákat nyitottak, és még két egyetemet, továbbá létrehozták az Ukrán Tudományos Akadémiát. A Hetmanátus emellett elkobozta a korábban parasztok részére juttatott, korábban földbirtokosok tulajdonát képező földterületeket, sokszor a német csapatok segítségével. Ez elégedetlenséghez, majd lázadásokhoz vezetett. Július 30-án Borisz Mihajlovics Donszkoj, helyi forradalmárok segítségével fényes nappal megölte von Eichhornt Kijevben.
Ezután megint újraszerveződött a Hetmanátus, amelybe oroszpárti képviselők kerültek, és nem zárták ki a lehetőségét egy majdani, bolsevikoktól mentes Oroszországgal való föderációra lépésnek. Válaszul a szocialisták Direktóriumot alakítottak november 14-én. A Direktórium rendkívül népszerű és támogatott volt, így alig három hét alatt lemondatták Szkoropadszkijt, december 19-én pedig bevonultak Kijevbe. Ugyanebben az időben Kurszk felől a Vörös Hadsereg ismét betört, ezért 1919. január 16-án az ukránok hivatalosan is hadat üzentek Szovjet-Oroszországnak, noha azok tagadták, hogy inváziós céllal érkeztek. Január 22-én az Ukrán Népköztársaság és a Nyugat-Ukrán Népköztársaság egyesültek, habár utóbbinak ennek ellenére is fennmaradt a saját hadserege és kormánya. Február 5-én a bolsevikok elfoglalták Kijevet.
1919 során Ukrajna területe teljes káoszba süllyedt: egymás ellen háborúztak a népköztársaságiak, a bolsevikok, a fehérek, sőt az antant és a lengyel seregek is, valamint az anarchisták, Nesztor Mahno vezetésével. A lengyel-ukrán szövetséges seregek is képtelenek voltak úrrá lenni a helyzeten. 1920. november 10-én a Direktórium elveszítette az utolsó uralma alatt álló területet is, vezetői Lengyelországba menekültek. 1921 márciusában a területeket felosztották Lengyelország, Szovjet-Oroszország és Szovjet-Ukrajna között. Így került Galícia és Volhínia nagy része Lengyelországhoz, a keleti és déli részek pedig Szovjet-Ukrajnához.
A Direktórium azonban nem adta fel a harcot, és Habsburg–Tescheni Vilmos Ferenc József főherceg vezetésével 1921 októberében inváziót tervezett, de november 17-ére ez is kifulladt. Emigráns kormányként azonban továbbra is fennmaradt, Varsóban, Párizsban, Weimarban, Kissingenben, Münchenben, majd Philadelphiában. Tarasz Bulba-Borovecs vezetésével, az akkori emigráns miniszterelnök Andrij Livickij támogatásával hadsereget is próbáltak toborozni a második világháború kitörésekor. Végül aztán 1991-ben, Ukrajna függetlenné válásakor mondtak le és adták át jelképesen is a hatalmat az első ukrán elnöknek.